# Archilochius
Als Archilochius werden in der antiken Verslehre zwei nach dem Dichter Archilochos benannte Versmaße bezeichnet, die in den unterschiedlichen Formen archilochischer Strophen verwendet werden.
Die erste Form wird Archilochius minor („kleiner Archilochius“) genannt und ist ein siebengliedriger äolischer Vers nach dem metrischen Schema:
—◡◡—◡◡◠
In Formelnotation wird er mit armi abgekürzt.
Wenn man diesen Vers als katalektischen daktylischen Trimeter interpretiert, entspricht er dem Hemiepes:
—◡◡ˌ—◡◡ˌ◠
In Verbindung mit einem nachgestellten jambischen Dimeter entsteht der Elegiambus, in Verbindung mit vorangestelltem jambischen Dimeter der Iambelegus.
Eine andere, auch als Aristophaneus bezeichnete Form weicht in den letzten zwei Gliedern anaklastisch ab und kann als Verbindung von Chorjambus und Bacchius interpretiert werden:
—◡◡—◡—◠
Die zweite Form, der Archilochius maior oder archilochische Vers, abgekürzt arma, ist ein asynartetischer Vers aus daktylischem Tetrameter und trochäischer Tripodie, also da4 ‖ tr3, mit dem Schema:
—◡◡ˌ—◡◡ˌ—◡◡ˌ—◡◡ ‖ —◡—◡—◠.
Da die trochäische Tripodie dem Ithyphallikos entspricht, kann man diesen auch als da4 ‖ ith interpretieren.

## Archilochische Strophen
Die archilochischen Strophen sind distichische, also zweizeilige Strophenformen, die aus archilochischem Vers und einem anderen Versmaß gebildet werden. Die drei Hauptformen sind:

### 1. archilochische Strophe
katalektischer daktylischer Hexameter (darin enthalten der Hemiepes) und katalektischer daktylischer Tetrameter (da6c/da4c):
—◡◡ˌ—◡◡ˌ— ‖ ◡◡ˌ—◡◡ˌ—◡◡ˌ◠

—◡◡ˌ—◡◡ˌ—(◡◡)ˌ—◠
Verwendet zum Beispiel bei Horaz in seinen Oden:
Laudabunt alii claram Rhodon aut Mytilenen

aut Ephesum bimarisve Corinthi

moenia vel Baccho Thebas vel Apolline Delphos

insignis aut Thessala Tempe

### 2. archilochische Strophe
katalektischer daktylischer Hexameter und Archilochius minor (da6c/armi):
—◡◡ˌ—◡◡ˌ— ‖ ◡◡ˌ—◡◡ˌ—◡◡ˌ◠

—◡◡ˌ—◡◡ˌ◠
Ein Beispiel aus den Oden des Horaz:
Diffugere nives, redeunt iam gramina campis

arboribusque comae

mutat terra vices et decrescentia ripas

flumina praetereunt
Im Deutschen wurde diese Strophenform von Klopstock in einigen seiner Freundschaftsoden nachgebildet, wobei er sich die Lizenz nahm, gelegentlich Daktylen durch Trochäen zu ersetzen. Ein Beispiel aus An Ebert:
Ebert, mich scheucht ein trüber Gedanke vom blinkenden Weine

Tief in die Melancholey!

Ach du redest umsonst, vordem gewaltiges Kelchglas,

Heitre Gedanken mir zu!

Weggehn muss ich, und weinen! vielleicht, dass die lindernde Thräne

Meinen Gram mir verweint.

Lindernde Thränen, euch gab die Natur dem menschlichen Elend

Weis' als Gesellinnen zu.

### 3. archilochische Strophe
Archilochius maior und katalektischer jambischer Trimeter (arma/jatc):
—◡◡ˌ—◡◡ˌ— | ◡◡ˌ—◡◡ ‖ —◡—◡——

◠—◡—ˌ◠ | —◡—ˌ◡—◠
Ein Beispiel findet sich wiederum bei Horaz
Soluitur acris hiems grata vice veris et Favoni

trahuntque siccas machinae carinas,

ac neque iam stabulis gaudet pecus aut arator igni

nec prata canis albicant pruinis.
Im Deutschen nachgebildet von Johann Heinrich Voss:
Schneidender Ostorkan aus Sibirien saust am Doppelfenster;

Bepackt mit Feurung knarrt im Frost die Lastfuhr.

Weder den Schnee durchklingelt ein Schlittener, noch umschwebt ein Läufer

Mit Stahl der Eisbahn blankgefegten Marmor.
Ein weiteres Beispiel ist Lohn der Zuversicht von Johannes Minckwitz.
Seltenere archilochische Strophenformen sind Distichen aus Hexameter und Jambelegos oder jambischer Trimeter mit Elegjambus. Insgesamt sind 18 Formen bekannt.